# 14795 Syoyou
14795 Syoyou este un asteroid din centura principală, descoperit pe 12 martie 1977, de Hiroki Kosai și Kiichiro Hurukawa.